# تطهير العيبة من دنس الغيبة
تطهير العيبة من دنس الغيبة للإمام أحمد بن حجر الهيتمي المكي (ت 974هـ)، كتاب في التصوف والتزكية والأخلاق، يتناول موضوع الغيبة وما يترتب عليها.

## سبب تصنيف الكتاب
يقول الإمام ابن حجر الهيتمي في مقدمة الكتاب:

## أقسام الكتاب
- المقدمة: في بيان الخلق السيء الذي ينشأ عنه الغيبة وغيرها من المعاصي القولية والفعلية
- الباب الأول: النهي عن الغيبة وشؤمها
- الباب الثاني: في مرخصات الغيبة
- الباب الثالث: في كلام الفقهاء على الغيبة المأخوذة من الأحاديث السابقة
- الباب الرابع: في بيان حكم الغيبة والنميمة والفرق بينهما
- خاتمة: في بيان العلاج الذي يمتنع به اللسان من الغيبة وغيرها